# Боб Фостер
Альфред Роберт Фостер, більше відомий як Боб Фостер (англ. Alfred Robert "Bob" Foster; 16 березня 1911, Глостершир, Англія — 22 березня 1982) — британський мотогонщик, чемпіон світу з шосейно-кільцевих мотоперегонів серії Гран-Прі в класі 350cc (1950).

## Біографія
Розквіт кар'єри Боба припав на тридцяті —сорокові роки минулого століття, коли він виступав у складі різних заводських команд, зокрема Velocette, AJS, Levis та New Imperial. Він виграв багато гонок, в тому числі одну з найпрестижніших того часу — Isle of Man TT, а в 1950 році став чемпіоном світу з шосейно-кільцевих мотоперегонів серії Гран-Прі в класі 350cc, виступаючи на мотоциклі Velocette MkVIII. 

## Статистика виступів

### MotoGP

#### У розрізі сезонів
| Сезон  | Клас   | Мотоцикл       | Гонки | Пер | Под | НК | Очки | Місце |
| ------ | ------ | -------------- | ----- | --- | --- | -- | ---- | ----- |
| 1949   | 350cc  | Velocette      | 3     | 0   | 2   | 0  | 13   | 3     |
| 1949   | 500cc  | Moto Guzzi     | 1     | 0   | 0   | 0  | 0    | —     |
| 1950   | 350cc  | Velocette      | 4     | 3   | 4   | 4  | 30   | 1     |
| 1950   | 500cc  | Moto Guzzi/AJS | 3     | 0   | 0   | 0  | 0    | —     |
| 1951   | 250cc  | Velocette      | 1     | 0   | 0   | 0  | 0    | —     |
| 1951   | 350cc  | Velocette      | 1     | 0   | 0   | 0  | 1    | 16    |
| Всього | Всього | Всього         | 12    | 3   | 6   | 4  | 44   |       |